# فین (ازنا)
فین روستایی در دهستان جاپلق شرقی بخش جاپلق شهرستان ازنا استان لرستان ایران است.
این روستا دارای یک قلعه قدیمی است که البته اکنون به صورت یک تپه نمایان است.
.

## جمعیت
بر پایه سرشماری عمومی نفوس و مسکن در سال ۱۳۹۵ این روستا بدون جمعیت بوده‌است.